# Soultz-Haut-Rhin
Soultz-Haut-Rhin (en alsacià Sulz) és un municipi francès, situat a la regió del Gran Est, al departament de l'Alt Rin. L'any 2007 tenia 7.131 habitants.

## Demografia
| 1962  | 1968  | 1975  | 1982  | 1990  | 1999  |
| ----- | ----- | ----- | ----- | ----- | ----- |
| 4.750 | 4.910 | 5.689 | 5.696 | 5.867 | 6.640 |

## Administració
| Període | Identitat          | Partit     |
| ------- | ------------------ | ---------- |
| 2001-   | Thomas Birgaentzlé | Nou Centre |